# Cryptorhopalum corumbanum
Cryptorhopalum corumbanum là một loài bọ cánh cứng trong họ Dermestidae. Loài này được Pic miêu tả khoa học năm 1923.